# Konvergenz (Netzwerk)
Dieser Artikel befindet sich derzeit in der Qualitätssicherung im WikiProjekt Elektrotechnik des Portal Elektrotechnik. Wenn du dich mit dem Thema auskennst, bist du herzlich eingeladen, dich an der Prüfung und möglichen Verbesserung des Artikels zu beteiligen. Der Meinungsaustausch dazu ist in der Diskussion (Artikel „Konvergenz (Netzwerk)“ eintragen) zu finden.
Unter Netzkonvergenz versteht man die Auflösung einzelner, voneinander getrennter Netze hin zu größeren Netzen, die ihre Aufgaben übernehmen.
Digitale Inhalte können heute auf unterschiedlichsten Wegen übermittelt werden: Ausschlaggebend ist nicht mehr die Art der Übermittlung, sondern nur noch die Übermittlungskapazität. Für eine Konvergenz zwischen den Übertragungswegen und Diensten gibt es viele verschiedene Möglichkeiten. Das ist auch ein Grund dafür, warum der Begriff Konvergenz dort nicht einheitlich verwendet wird.
Im Bereich der Telekommunikation hat insbesondere die weitgehende Digitalisierung aller Daten (Bild, Ton, Video, Schrift und so weiter) eine Loslösung von inhaltsspezifischen, meist historisch begründeten Übermittlungsformen (analoge Telefonleitungen für Sprache; Satelliten-, Kabel- und Rundfunkanlagen für Ton und Video; Teletext und Fax für Schrift und so weiter) ermöglicht. Klassische Telefonnetze werden zunehmend in Next Generation Networks bzw. Voice-over-IP-Netzen aufgelöst.
Weiterhin gibt es den Trend, dass Übertragungsstandards, die für PC-Netze entwickelt wurden, auch für die Datenübertragung in Fertigungsanlagen genutzt werden, siehe Industrial Ethernet.

## Typen
Grundsätzlich gibt es folgende Konvergenztypen:
- Virtuelle Konvergenz (Tarifvarianten und Rufweiterleitung)
- Konvergenzdienst zur Nachrichtenverwaltung (Unified Messaging)
- Konvergenz im Messaging (SMS, MMS, IM)
- Konvergenz der Anschlussnetze; z. B. IP-basiertes Internet und leitungsvermitteltes Telefonnetz mittels Next Generation Network und Bitstromzugang
- Zusammenführung der Sprachtelefonie und der zugehörigen Rufnummern über technische Netzgrenzen hinweg (Dualphone)
- Zusammenführung von Festnetz, Mobilfunk und Telefonanlage (integrierte Telefonie aus der Cloud, Platform as a Service)
- Triple Play und Quadruple Play mit der Einbindung von Medieninhalten: (IP-) TV, Video-on-Demand

## Umsetzungen
Der erste Ansatz für Privatkunden in Deutschland bestand Ende der 1990er Jahre primär aus der Zusammenführung von Mobil- und Festnetzdiensten, durch Tarifvarianten, welche die Substitution von Festnetzanschlüssen durch Mobilfunk fördern sollten. In Deutschland war die damalige VIAG Interkom (heute Telefónica o2) mit dem „Homezone“-Ansatz ein Pionier auf diesem Gebiet.

### Festnetz
Im Festnetz ersetzen reine Datenanschlüsse zunehmend den Anschluss an das klassische Telefonnetz oder das Kabelfernsehnetz. DSL ist in Deutschland die am weitesten verbreitete Technik.

#### Telefonie
IP-Telefonie hat im Festnetz inzwischen umfänglich Verbreitung gefunden und es herrscht Wettbewerb zwischen verschiedenen Telefonieanbietern, die auch Gateways zum klassischen Telefonnetz anbieten. Es werden IP-Telefone, Telefonanlagen, Zugangsgeräte und Adapter für Telefone mit konventionellen Anschlusstechniken angeboten, z. B. Analog-Telefon-Adapter.

#### Fernsehen und Radio
Beim Fernsehen über reine Datennetze fehlt es noch an etablierten Standards. Ein Vorschlag als Standard für Fernsehen ist DVB-IPTV. Die Datenströme werden meist mit dem Protokollen RTP, HTTP oder FTP übertragen.

### Mobilfunk
Hauptartikel: Next Generation Mobile Networks
Die Mobilfunk-Netze der 4. Generation setzen auf reine Datenanschlüsse. Der Nutzer wird das Protokoll und das Format, mit dem er kommuniziert, unabhängig vom Mobilfunknetzbetreiber wählen können.